# Records Eredivisie seizoen 2011/12
Hier staan noemenswaardige records van de Eredivisie gedurende het seizoen 2011/2012.

## Wedstrijden
- Meest doelpuntrijke wedstrijd in de Eredivisie: FC Utrecht - Ajax (6-4)
- Meest doelpuntrijke gelijkspel in de Eredivisie: VVV-Venlo - PSV en FC Groningen - N.E.C. en ADO Den Haag - Roda JC Kerkrade en AZ - sc Heerenveen (3-3)
- Meeste doelpunten door één club tijdens één wedstrijd: PSV, Heracles Almelo en Roda JC Kerkrade (7 doelpunten)
- Grootste thuiszege: Heracles Almelo - VVV-Venlo en Roda JC Kerkrade - Excelsior (7-0)
- Grootste uitzege: ADO Den Haag - AZ (0-6)
- Meeste bezoekers Eredivisiewedstrijd: Ajax - Feyenoord 52.316
- Meeste wedstrijden "de Nul": AZ 15 wedstrijden

## Spelers
- Meeste wedstrijdminuten in de Eredivisie:
- Jongste speler in de Eredivisie:
- Oudste speler in de Eredivisie: Rob van Dijk van FC Utrecht (geboren op 15 januari 1969)
- Langst niet gepasseerde keeper in de Eredivisie: Kenneth Vermeer (Ajax) 545 minuten
- Langst niet gepasseerde verdediging in de Eredivisie: Ajax 545 minuten
- Meeste wedstrijden "de Nul" als speler: Esteban Alvarado (AZ) 15 wedstrijden

## Doelpunten
- Meeste doelpunten in de Eredivisie: Bas Dost (sc Heerenveen) 32x
- Meeste goals in een Eredivisiewedstrijd: Bas Dost 5x
- Meeste wedstrijden achtereen gescoord: Luuk de Jong 8 wedstrijden
- Snelste doelpunt in de Eredivisie: Tjaronn Chery 9 s
- Snelste hattrick in de Eredivisie: Tim Matavž 37 min
- Snelste eigen goal in de Eredivisie: Petter Andersson 5 min
- Meeste goals in één speelronde: 44 doelpunten in Speelronde 15
- Meeste penalty's benut: John Guidetti 7x

## Kaarten
- Snelste gele kaart in de Eredivisie:
- Snelste rode kaart in de Eredivisie vanaf begin wedstrijd: Brian Vandenbussche (sc Heerenveen)
- Snelste rode kaart in de Eredivisie vanaf invalsbeurt: Doke Schmidt (sc Heerenveen)
- Meeste gele kaarten tijdens het seizoen: Guy Ramos 12x (RKC Waalwijk)
- Meeste rode kaarten tijdens het seizoen: Paweł Kieszek 3x (Roda JC Kerkrade)

## Transfers
- Duurste binnenlandse transfer -
- Duurste transfer van buitenland naar Eredivisie:
- Duurste transfer van Eredivisie naar buitenland:

2007/08 · 
2008/09 · 
2009/10 · 
2010/11 · 
2011/12 · 
2012/13 · 
2013/14
Lijst van records uit de geschiedenis van de Nederlandse Eredivisie